# Мотен, Аарон
Аарон Клифтон Мотен (англ. Aaron Clifton Moten; род. 28 февраля 1989, Остин) — американский актёр. Он начал сниматься в юности, играя в школьной театральной программе. После окончания Джульярдской школы он начал профессионально сниматься в Нью-Йорке, играя в основном составе телевизионного ситкома Netflix «Раскосяченные» (2017–2018). В 2020-х Мотен снялся в картинах «Следующий» (2020), «Отец Стю» (2022), «Освобождение» (2022) и «Фоллаут» (2024).

## Ранние годы
Аарон Мотен родился 28 февраля 1989 года в Остине, штат Техас. Он получил образование в епископальной школе Святого Стефана, где он начал играть в возрасте 12 лет, сыграв главную роль в постановке пьесы Джима Леонарда «Прорицатели». Мотен начал профессионально сниматься в Нью-Йорке, где в 2011 году окончил Джульярдскую школу. В том же году он сыграл Клаудио в постановке Театра Ту-Ривер по пьесе Уильяма Шекспира «Много шума из ничего». В 2012 году он появился в бродвейской версии «Трамвая «Желание»» и был показан в пилотной серии мини-сериала HBO «Уголовное правосудие».

## Карьера
Мотен появился в роли Эйвери в пьесе Энни Бейкер «Флик» (2013), за которую он был номинирован на премию Драма Деск как лучший актёр в пьесе. На телевидении участвовал в ситкоме Netflix «Раскосяченные» в 2017–2018 годов в роли Трэвиса Фельдмана, выпускника бизнес-школы и сына Рут Фельдман. В 2020 году он сыграл сотрудника ФБР Бена в драматическом сериале Fox «Следующий». В 2022 году Мотен сыграл Хэма в фильме Марка Уолберга «Отец Стю», а также Ноулза в историческом боевике «Освобождение». В 2024 году Мотен снялся в постапокалиптическом телесериале Amazon Prime Video «Фоллаут» в роли Максимуса, оруженосца Братства Стали.

## Фильмография

### Фильмы
| Год  | Название       | Роль  | Примечания |
| ---- | -------------- | ----- | ---------- |
| 2015 | Рики и Флэш    | Трой  |            |
| 2016 | Трансфигурация | Льюис |            |
| 2019 | Сын Америки    | Тони  |            |
| 2022 | Отец Стю       | Хэм   |            |
| 2022 | Освобождение   | Ноулз |            |

### Телевидение
| Год       | Название          | Роль                | Примечания                     |
| --------- | ----------------- | ------------------- | ------------------------------ |
| 2016      | Однажды ночью     | Пити                | мини-сериал, 4 эпизода         |
| 2016      | Моцарт в джунглях | Эрик Винкельштраусс | периодическая роль, 6 эпизодов |
| 2017—2018 | Раскосяченные     | Тревис              | Главная роль, 20 эпизодов      |
| 2020      | Следующий         | Бен                 | Главная роль, 10 эпизодов      |
| 2024      | Фоллаут           | Максимус            | Главная роль, 8 эпизодов       |